# Michał Maciejewski
Michał Maciejewski (ur. 12 lipca 1966 roku w Warszawie) – polski aktor. 

## Życiorys
W 1988 roku ukończył studia na PWST w Warszawie. W latach 1988–2012 aktor w Teatrze Polskim w Warszawie. Zagrał tam ponad 30 ról. Współtwórca i aktor Teatru Ognisko w Warszawie.
Jest synem aktora Zygmunta Maciejewskiego.